# Petrus Agrivillius
Petrus Jonæ Agrivillius, född 1606, död 5 april 1641 i Slaka församling, Östergötlands län, var en svensk präst och lektor. 

## Biografi
Agrivillius föddes 1606. Han blev student 3 september 1625 vid Uppsala universitet och avlade 13 mars 1632 magisterexamen. 1633 blev han konsistorienotarie i Linköping. Samma år blev han även lektor i latin vid Katedralskolan, Linköping. 1634 blev han lektor i matematik och 1637 blev han lektor i grekiska. Han prästvigdes 15 december 1637 och blev 1639 kyrkoherde i Slaka församling. Han avled 1641 i Slaka församling och begravdes i Linköpings domkyrka.

### Familj
Agrivillius gifte sig med Helena Palumbus (död 1639). Hon var dotter till kyrkoherde Nicolaus Palumbus och Ragnild Larsdotter (Laurin) i Vreta klosters församling. De fick tillsammans sonen Johan Agrivillius (död 1639).